# Hochkirch (Niemcy)
Hochkirch (górnołuż. Bukecy) – miejscowość i gmina w Niemczech, w kraju związkowym Saksonia, w okręgu administracyjnym Drezno, w powiecie Budziszyn.
Miejscowość została wymieniona po raz pierwszy w źródłach historycznych w 1222 r. jako Bukewiz. Współczesna niemiecka nazwa związana jest z kościołem, który powstał w najwyżej położonym miejscu. Serbołużycka nazwa miasteczka wywodzi się natomiast od drzewa buk. 